# Rolex GMT-Master I & II
Pour les articles homonymes, voir GMT (homonymie).
La  Rolex Oyster Perpetual GMT-Master est une montre à mouvement automatique fabriquée par Rolex. La première GMT-Master a été présentée au public en 1954. À l'origine, elle a été développée à la suite d'une demande de la Pan Am qui voulait une montre destinée à ses pilotes de ligne sur les vols transcontinentaux. La particularité de la GMT est d'indiquer un fuseau horaire supplémentaire au moyen d'une aiguille 24 h (en vert sur l'image). La Rolex GMT-Master fait partie de la collection Oyster Perpetual au sein de la gamme Rolex.
Lancée au début des années 1980 puis rééditée en 2005, la GMT-Master II présente un boitier plus grand que le modèle précédent et est fabriquée à partir d'un matériau céramique extrêmement résistant que Rolex a réussi à décliner en bleu et noir (modèle "Batman"), puis en rouge et bleu (modèle "Pepsi"). Cette montre était portée par Chuck Yeager le 14 octobre 1947 lorsqu'il établit le premier passage à travers le mur du son à bord du Bell X-1.